# Herczeg László (építész)
Herczeg László (Budapest, 1970. október 5. –) magyar építész, az MCXVI Építészműterem Kft. alapítótagja.

## Életpályája
Tanulmányait az Ybl Miklós Műszaki Főiskolán (újabb nevén: Szent István Egyetem Ybl Miklós Építészmérnöki Kar) végezte 1989 és 1993 között, majd Kapy Jenő által vezetett posztgraduális képzésben vett részt 1993 és 1996 között. 2000 és 2002 között az Építész Mester Egylet Mesteriskola XVI. ciklusának tagja volt.
1996 és 2002 között a SZIE Ybl Miklós Építészmérnöki Karán együtt vezette a tervezői szakmérnöki kreatív gyakorlatokat Vróbel (Jandó) Péterrel és Kalmár Lászlóval. 2000 és 2008 között korrektorként és diplomamunka opponensként tevékenykedett a Szent István Egyetemen, majd 2010-től 2014-ig Diploma Bizottsági Tag.
2008 óta meghívott oktató a Budapesti Műszaki és Gazdaságtudományi Egyetem Urbanisztika Tanszékén. 2010 óta Diploma Bizottsági Tag, valamint opponens a Budapesti Műszaki és Gazdaságtudományi Egyetem Középülettervezési Tanszékén.
2001 óta az MCXVI Építészműterem Kft. alapítótagja, ügyvezető igazgatója és vezető tervezője. Az építésziroda társtulajdonosa Szokolyai Gábor.

## Tervek és épületek
2019 - Alternatív Közgazdasági Gimnázium bővítése - vázlatterv
2017 - Esterházy Kastély átalakítása, bővítése, Balatonfüred - engedélyezési és kiviteli terv
2018 - Hotel Vaszary 5*, Balatonfüred - építészeti vázlatterv
2015 - Transzformátorház átalakítás, Budapest - meghívásos építészeti tervpályázat
2012 - Helsinki Öböl - nyílt, nemzetközi városépítészeti tervpályázat
2012 - Puskás Ferenc Stadion Tervpályázat - nyílt építészeti tervpályázat – megvétel
2012- Újpest FC Labdarúgó Akadémia - vázlatterv, elvi építési engedélyezési terv
2010-2011 - Gorizia, Olaszország -  nyílt nemzetközi tervpályázat, 3. hely
2008-2011 - Zsolnay Negyed, Pécs – nyílt építészeti tervpályázat – 1. hely, vázlatterv, engedélyezési terv, tenderterv, kiviteli terv
2004 - Multifunkcionális parkolóház, Ferihegy - meghívásos építészeti tervpályázat 4. hely
2002-2006 Roosewelt 7/8 irodaház nyílt építészeti tervpályázat – 1. hely, vázlatterv, engedélyezési terv, tenderterv, kiviteli terv

## Kiállítások[6]
- 2002 - Ybl Főiskolások a Mesteriskolán és a Vándoriskolán – N&n Galéria
- 2006 - Mesterek és tanítványok – kollektív kiállítás a Szabó Ervin Könyvtár aulájában
- 2006 - Masterschule, Master und schuler – kollektív kiállítás a berlini Magyar Intézetben
- 2008 - Fiatalok Feketén Fehéren
- 2012 - Gyökerek és Ágak – Szentendre Skanzen
- 2013 - Európa Kulturális Fővárosa – FUGA
- 2014 - Mesteriskola – FUGA
- 2016 - Gyökerek és Ágak 2 – FUGA

## Díjak, kitüntetések[7]
- 2019 - Big See Award[8]
- 2013 - Pro Architectura díj[9]
- 2012 - Szendrői Jenő díj[10]
- 2011 - Molnár Péter emlékdíj[11]
- 2012 - Média Építészeti Díja[12]
- 2013 - ICOMOS-díj[13]
- 2013 - Fiabci-díj és Fiabci Silver Medal
- 2013 - Brick Award Top 50[14]